# Мамадавитоба
Мамадавитоба (груз. მამადავითობა) — грузинский церковный праздник в честь Давида Гареджийского, основателя грузинского монашества. 
Праздник совершается в первый четверг по Вознесении Господнем (с груз. — «амаглэба»), центральные мероприятия проходят в Тбилиси и связаны с посещением храма Давида Гареджийского на горе Мтацминда. На горе находится также пещерная келья старца Давида и источник, происхождение которого связывают с его житием.